# Суздалева, Изабелла
Изабелла Суздалева — советская спортсменка, призёр чемпионата мира по спортивной акробатике.

## Биография
Тренировалась в Тольятти у Виталия Гройсмана. Выступала в состязаниях женских пар вместе с Еленой Богдановой.
На чемпионате мира по спортивной акробатике в 1984 году тольяттинская пара стала третьей в многоборье и серебряным призёром в балансовом упражнении. Также результаты соревнования шли в зачёт чемпионата Европы, в результате Изабелла Суздалева стала также бронзовым призёром этого состязания в многоборье и динамическом упражнении и серебряным в балансовом упражнении.